# Pidpid
Pidpid o Pid-Pid es una localidad de la comuna de Castro, dentro de la provincia de Chiloé, en la región de Los Lagos, se encuentra al centro de la isla Grande de Chiloé a unos 10,1 km de la ciudad de Castro (ciudad más cercana y capital provincial), es orillado por el Estero Pidpid y conectado por la ruta 5. Según el Instituto Nacional de Estadísticas cuenta con una población de 592 habitantes.